# Formica integra
Formica integra es una especie de hormiga del género Formica, familia Formicidae. Fue descrita científicamente por Nylander en 1856.
Se distribuye por Canadá y los Estados Unidos. Se ha encontrado a elevaciones de hasta 585 metros. Vive en microhábitats como nidos, montículos y forraje.